# Jørgen Bech-Andersen
Jørgen Bech-Andersen (Født 13. marts 1932 på Frederiksberg, død 29. juli 2021) cand. hort. og Msc. i Microbiology fra University of Wisconsin var en afgørende faktor i at Danmark i år 2000 blev godkendt som vinland.
I september 1980 publicerede Haveselskabet artiklen ”Nye druesorter i Danmark” i deres blad "Haven". Artiklen var skrevet af Jørgen Bech-Andersen, som havde forsket i, hvilke sorter der var modstandsdygtige for det danske klima. Dette blev startskuddet til, at nogle særligt ivrige haveejere begyndte at interessere sig for vindyrkning på friland i lidt større skala. At dyrke vin professionelt krævede imidlertid en EU-godkendelse på nationalt niveau. Efter et par forsøg godkendte EU i år 2000 Danmark som et vinland og gav landet rettigheder til at dyrke op til 99 hektar med vinstokke. Der findes nu 50 kommercielle vingårde, som årligt producerer 250.000 flasker vin tilsammen (2015 tal). Statistisk set kommer der ti nye vinmarker til hvert år. Vinbladet: Fakta om vin[1]
Jørgen Bech-Andersens professionelle karriere handlede primært om skimmel, indeklima og svampe i huse samt udbedring af skader efter disse. Igennem årene blev det til tusindvis af foredrag og kurser - nationalt og internationalt - men interessen for svampe og planter har været et gennemgående tema i privatlivet og specielt i bøger og artikler.

## Baggrund
Jørgen Bech-Andersen blev født på Frederiksberg 13. marts 1932 af Ellen Katrine Bech-Andersen født Graversen og Ejler Bech-Andersen. Han voksede op i Charlottenlund og Ordrup og afsluttede sin realeksamen i Ordrup. Som 16-årig kom han gartnerlære, der bestod af 3 dele. 1) Et gartneri der var specialiseret i Koralranke 2) Solvang Gartneri med jordbær og grønsager 3) En planteskole i Hillerød. Efter endt uddannelse i 1952 rejste han til England for at arbejde på rose gartneri i Surrey ved London i to år. Tilbage i Danmark kom han ind på Landbohøjskolen hvor han sluttede som cand. hort. (Havebrugskandidat) i 1958. I 1959 mødte han sin kommende kone Margarethe Bugge fra Norge og de blev gift i 1960. Efter forskellige jobs hos Dano, der byggede komposteringsanlæg, og Irma, blev han tilbudt et legat fra Kellogs til at studere mikrobiologi i USA i to år med henblik på at få en Master of Science. Hele familjen flyttede med og tilbragte 1966 til 1968 i Madison, Wisconsin. Retur fra USA kom han tilbage til Landbohøjskolen som lektor og arbejdede der indtil 1974. I den efterfølgende tid hos Teknologisk Institut startede han en foredrags- og kursusrække der skulle følge ham resten af hans arbejdsliv. Hos Teknologisk Institut kunne man da kun arbejde indtil man fyldte 60 år, så derfor sagde han op og startede Hussvamp Laboratoriet i 1987. Her kunne han arbejde, forske og holde foredrag og kurser så længe han ville og han endte med at sælge firmaet til de ansatte over to omgange indtil han endeligt sluttede arbejdslivet i 2012 som 80-årig.

## Karriere
- Cand. hort. Landbohøjskolen 1958
- Konsulent på Dano 1958-1962
- Laboratorieleder Irma 1962-1966
- Master of science in Microbiology, University of Wisconsin 1968
- Lektor ved Landbohøjskolen 1968-1974
- Laboratorieleder, Mikrobiologisk laboratorium, Teknologisk Institut 1974-1987
- Selvstændig rådgivende mikrobiolog og leder af Hussvamp Laboratoriet 1987-2012
- Foreningen til Svampekundskabens Fremme - bestyrelsesmedlem 1970
- Medlem af International Research Group on Wood Protection

### Bøger
- 1979-1985 Lademanns have- og planteleksikon
- 1982 Vin af frugt og bær
- 1984 Dyrkning af vin på friland og i hus
- 1988 Svampe- og rådskader i træ: forebyggelse, identifikation og reparation
- 1990 Råd og svamp i bygninger
- 1991 Ægte hussvamp og svamp i huse
- 1992 The dry rot fungus and other fungi in houses
- 1993 The search for wild dry rot fungus (Serpula lacrymans) in the Himalayas (sammen med Jagjit Singh; Steen Andrew Elborne; Sujan Singh; Bryan Walker; Frederick Goldie)
- 1996 Æblets krønike
- 1999 Bambus: dyrkning af nye bambusarter i Danmark
- 2000 Svampe- og insektskader i bygninger (sammen med Steen Andrew Elborne)
- 2001 Indeklima og skimmel
- 2004 Indoor climate and moulds (English translation: Steen Andrew Elborne)
- 2004 Den ægte hussvamp fundet vildtvoksende i naturen (sammen med Steen Andrew Elborne; Jan M Andreasson; Jens Christian Sterler; Jagjit Singh; Hussvamp Laboratoriet)
- 2004 The dry rot fungus found in natural habitats (sammen med Steen Andrew Elborne; Jan M Andreasson; Jens Christian Sterler; Jagjit Singh; Hussvamp Laboratoriet)
- 2005 Hussvampe og husbukke
- 2006 Biological breakdown of wood in buildings
- 2018 Vin af druer og anden frugt

### Publikationer

#### Svampe
- 1980 Svamp i Københavns træfundering.
- 1981 Svampeforeningens 75 års jubilæum
- 1985 Hvorfor forekommer Ægte Hussvamp kun i huse?
- 1982 Opbygning og nedbrydning af træ. (sammen med Steen A. Elborne)
- 1993 Ægte Hussvamp (Serpula lacrymans) fundet vildtvoksende i Himalayas skove. (sammen med Frederick Goldie, Jagjit Singh, Sujan Singh & Brian Walker)

#### Haven
1968 - 1987 Diverse Artikler

#### Havebladet
2005-2021 Fast klumme

#### Norsk Hage Tidend
1982-1983 Artikler oversat fra bladet Haven